# Grand Prix Sezon 1929
Sezon Grand Prix 1929 – kolejny sezon z cyklu Wyścigów Grand Prix.

## Podsumowanie Sezonu

### Grandes Épreuves
| Data       | Grand Prix         | Tor          | Zwycięzca (kierowcy) | Zwycięzca (konstruktorzy) | Wyniki |
| ---------- | ------------------ | ------------ | -------------------- | ------------------------- | ------ |
| 30 maja    | Indianapolis 500   | Indianapolis | Ray Keech            | Simplex PR-Miller         | Wyniki |
| 30 czerwca | Grand Prix Francji | Le Mans      | „W Williams”         | Bugatti                   | Wyniki |

### Pozostałe Grand Prix
| Data         | Grand Prix               | Tor           | Zwycięzca (kierowcy) | Zwycięzca (konstruktorzy) | Wyniki |
| ------------ | ------------------------ | ------------- | -------------------- | ------------------------- | ------ |
| 24 marca     | Grand Prix Trypolisu     | Trypolis      | Gastone Brilli-Peri  | Talbot                    | Wyniki |
| 1 kwietnia   | Grand Prix Antibes       | Garoupe       | Mario Lepori         | Bugatti                   | Wyniki |
| 7 kwietnia   | Riviera Circuit          | Cannes        | Edward Bret          | Bugatti                   | Wyniki |
| 7 kwietnia   | Grand Prix Algierii      | Staouéli      | Marcel Lehoux        | Bugatti                   | Wyniki |
| 14 kwietnia  | Grand Prix Monako        | Monte Carlo   | „W Williams”         | Bugatti                   | Wyniki |
| 21 kwietnia  | Alessandria Circuit      | Bordino       | Achille Varzi        | Alfa Romeo                | Wyniki |
| 5 maja       | Coppa Florio             | Madonie       | Albert Divo          | Bugatti                   | Wyniki |
| 5 maja       | Targa Florio             | Madonie       | Albert Divo          | Bugatti                   | Wyniki |
| 9 maja       | Grand Prix Burgundii     | Dijon         | „Philippe”           | Bugatti                   | Wyniki |
| 19 maja      | Grand Prix Frontières    | Chimay        | Goffredo Zehender    | Alfa Romeo                | Wyniki |
| 26 maja      | Grand Prix Rzymu         | Tre Fontane   | Achille Varzi        | Alfa Romeo                | Wyniki |
| 2 czerwca    | Pozzo Circuit            | Werona        | Giovanni Alloatti    | Bugatti                   | Wyniki |
| 9 czerwca    | Mugello Circuit          | Mugello       | Gastone Brilli-Peri  | Talbot                    | Wyniki |
| 9 czerwca    | Grand Prix Picardy       | Péronne       | Henry Auber          | Bugatti                   | Wyniki |
| 16 czerwca   | Grand Prix Lyonu         | Quincieux     | „Simpson”            | Bugatti                   | Wyniki |
| 23 czerwca   | Thuin Circuit            | Thuin         | Freddy Charlier      | Bugatti                   | Wyniki |
| 7 lipca      | Grand Prix de la Marne   | Reims         | Philippe Étancelin   | Bugatti                   | Wyniki |
| 7 lipca      | Grand Prix Dieppe        | Dieppe        | René Dreyfus         | Bugatti                   | Wyniki |
| 7 lipca      | Camaiore Circuit         | Camaiore      | Renato Balestrero    | Bugatti                   | Wyniki |
| 13 lipca     | Grand Prix Irlandii      | Dublin        | Boris Iwanowski      | Alfa Romeo                | Wyniki |
| 21 lipca     | Coppa Montenero          | Montenero     | Achille Varzi        | Alfa Romeo                | Wyniki |
| 25 lipca     | Grand Prix San Sebastián | Lasarte       | Louis Chiron         | Bugatti                   | Wyniki |
| 18 sierpnia  | Grand Prix Comminges     | Saint-Gaudens | Philippe Étancelin   | Bugatti                   | Wyniki |
| 22 sierpnia  | Grand Prix de la Baule   | La Baule      | Philippe Étancelin   | Bugatti                   | Wyniki |
| 15 września  | Grand Prix Monzy         | Monza         | Achille Varzi        | Alfa Romeo                | Wyniki |
| 29 września  | Cremona Circuit          | Cremona       | Gastone Brilli-Peri  | Alfa Romeo                | Wyniki |
| 17 listopada | Grand Prix Tunisu        | Bardau        | Gastone Brilli-Peri  | Alfa Romeo                | Wyniki |